# St. Ulrich (Fußberg)

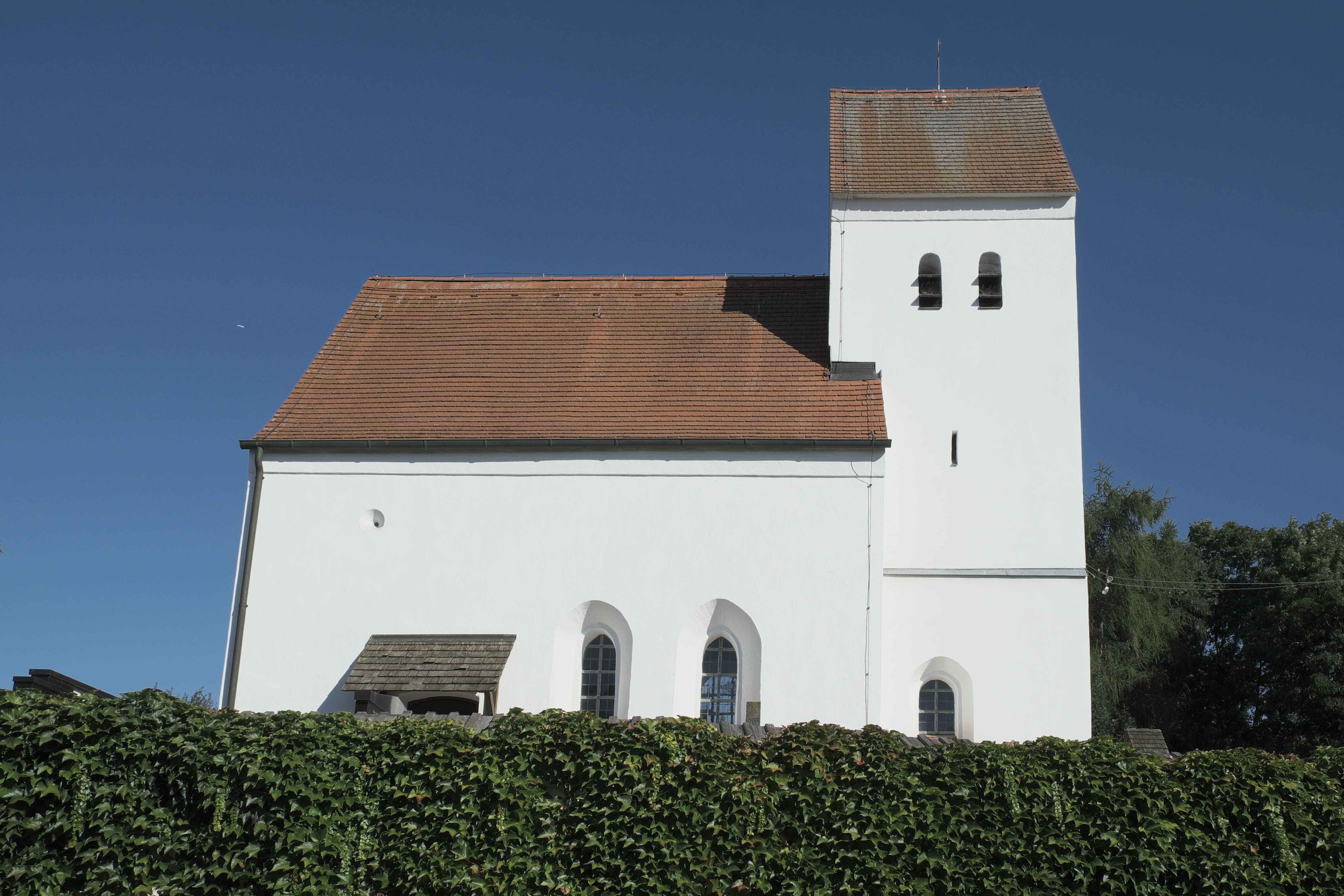
Kirche St. Ulrich in Fußberg

Innenansicht

Die katholische Filialkirche St. Ulrich in Fußberg, einem Gemeindeteil von Maisach im oberbayerischen Landkreis Fürstenfeldbruck, wurde im 12./13. Jahrhundert errichtet. Die Kirche, die dem heiligen Ulrich geweiht ist, steht auf einer kleinen Anhöhe inmitten des Friedhofs. Sie ist ein geschütztes Baudenkmal.
Die ehemals befestigte romanische Chorturmanlage mit niedrigem Turm wurde frühgotisch verändert. Der Chor im Turmuntergeschoss und die Sakristei besitzen ein Kreuzgratgewölbe. 
Die Ausstattung besteht aus neuromanischen Altären mit zum Teil gotischen Skulpturen, im Hochaltar der heilige Ulrich um 1500/1510, im linken Seitenaltar der heilige Antonius aus dem 19. Jahrhundert.
Reste der mittelalterlichen Wandmalerei sind hinter den Seitenaltären unter dem Putz vorhanden.